# Рогачево (Гдовский район)
Рогачево — деревня в Гдовском районе Псковской области России. Входит в состав Спицинской волости Гдовского района.
Расположена в 0,5 км от побережья Раскопельского залива (и в 1,5 км от побережья собственно Чудского озера), в 1,5 км к югу от волостного центра Спицино и в 27 км к югу от Гдова.

## Население
Численность населения деревни на 2000 год составляла 13 человек.